# Шапкарев, Кузман
Кузман Анастасов Шапкарев (1 февраля 1834, Охрид, Османская империя (совр. Северная Македония) — 18 марта 1909, София, Болгария), — болгарский публицист, собиратель болгарского фольклора.
Основатель и директор Солунской болгарской мужской гимназии, являлся членом Болгарского книжного общества.

## Сочинения
- 1866 — «Българский буквар»
- 1868 — «Голяма българска читанка» (втора част на Българский буквар)
- 1868 — «Кратко землеописание за малички детца»
- 1868 — «Кратка священа повестница от ветхийт и новий завет»
- 1869 — «Наръчно св. благовествование или сбор от евангелските чтения»
- 1870 — «Наръчний св. посланичник или сбор от апостолските чтения»
- 1874 — «Майчин язик»
- 1884 — «Материали за животоописанието на братя Х. Миладинови, Димитрия и Константина. С прибавлнение нещо и за живота на Нака С. Станишев»
- 1884 — «Материали за историята на възражданието българщината в Македония от 1854 до 1884 год.»
- 1884 — «Русалки»
- 1885 — «Сборник от народни старини» (Книжка III. Български народни приказки)